# Tell Brak

Tell Brak et les principaux sites de la région du Khabur.

Tell Brak est un site archéologique de la Syrie antique, situé dans la vallée du Djaghdjagh, un des principaux affluents du Khabour, sur la rive droite de la rivière. Aux périodes historiques, il correspond à la ville de Nagar, ou Nawar. Le site comprend plusieurs tells, le principal occupant une surface de 43 hectares, et s’élevant à plus de 40 mètres au-dessus de la plaine. L’ensemble du site s’étend sur 110 hectares, avec un périmètre de 600 mètres.
Il a d’abord été fouillé de 1937 à 1939 par l’anglais Max Mallowan. De nouvelles fouilles eurent lieu après 1976 sous la direction de David Oates jusqu’en 1993, puis de 1994 à 1996 sous celle de Roger Matthews.
La période d’occupation du site est très longue : éventuellement occupé dès la période de Samarra ou d’Hassuna (6500-6000), plus certainement à la suivante, celle d’Halaf (6000-5100), le site présente des niveaux des périodes suivantes jusqu’à la fin du IIe millénaire (période médio-assyrienne). Des minces traces semblent indiquer une occupation néo-assyrienne, et plus tard à l’époque romaine.

## Préhistoire et Protohistoire
Des restes de céramique de la période de Samarra ont été retrouvés à Tell Brak. Mais c’est à partir de la période de Halaf que le matériel se fait plus abondant, semblant indiquer qu’on se trouve déjà en présence d’un village de taille notable. De la céramique d'Obeid (Ve millénaire) a été mise au jour pour ce qui concerne le millénaire suivant.
Pour le IVe millénaire (période de Gawra en Mésopotamie du nord, correspondant à la période d'Uruk), le site livre ses premiers monuments importants. Ce sont tout d’abord des résidences datant du milieu de la période. À la fin de la période d’Uruk (Djemdet Nasr), un temple important est construit au sud du tell, nommé le « Temple aux yeux », parce qu’on y a retrouvé plus de 200 figurines en albâtre plates, représentant des personnages ayant une ou deux têtes dont les yeux occupaient presque toute la surface (appelées « idoles aux yeux »). Cela constituait sans doute un dépôt d’offrandes, complété par de nombreuses amulettes zoomorphes ainsi qu’une grande quantité de perles en faïence ou cristal de roche. Le temple lui-même mesure 30 mètres sur 25, ses murs extérieurs sont décorés par des cônes formant une mosaïque et des rosettes de pierre, dans le style venu de basse Mésopotamie. Des feuilles de cuivre couvraient les murs intérieurs. Au fond du temple, on a retrouvé un autel décoré de pierres blanches et de lapis-lazuli.
Le site de Tell Brak a livré des sceaux et calculi pour cette période, attestant de l’existence d’une administration développée. On y a également exhumé deux tablettes portant des signes d’écriture pictographique, donc de style archaïque, qui sont les seules de ce type retrouvées hors d’Uruk. Ceci confirme donc l'importance de Tell Brak durant les débuts de l'urbanisation ; ce site apparaît comme le pendant nord-mésopotamien des premières villes du sud.

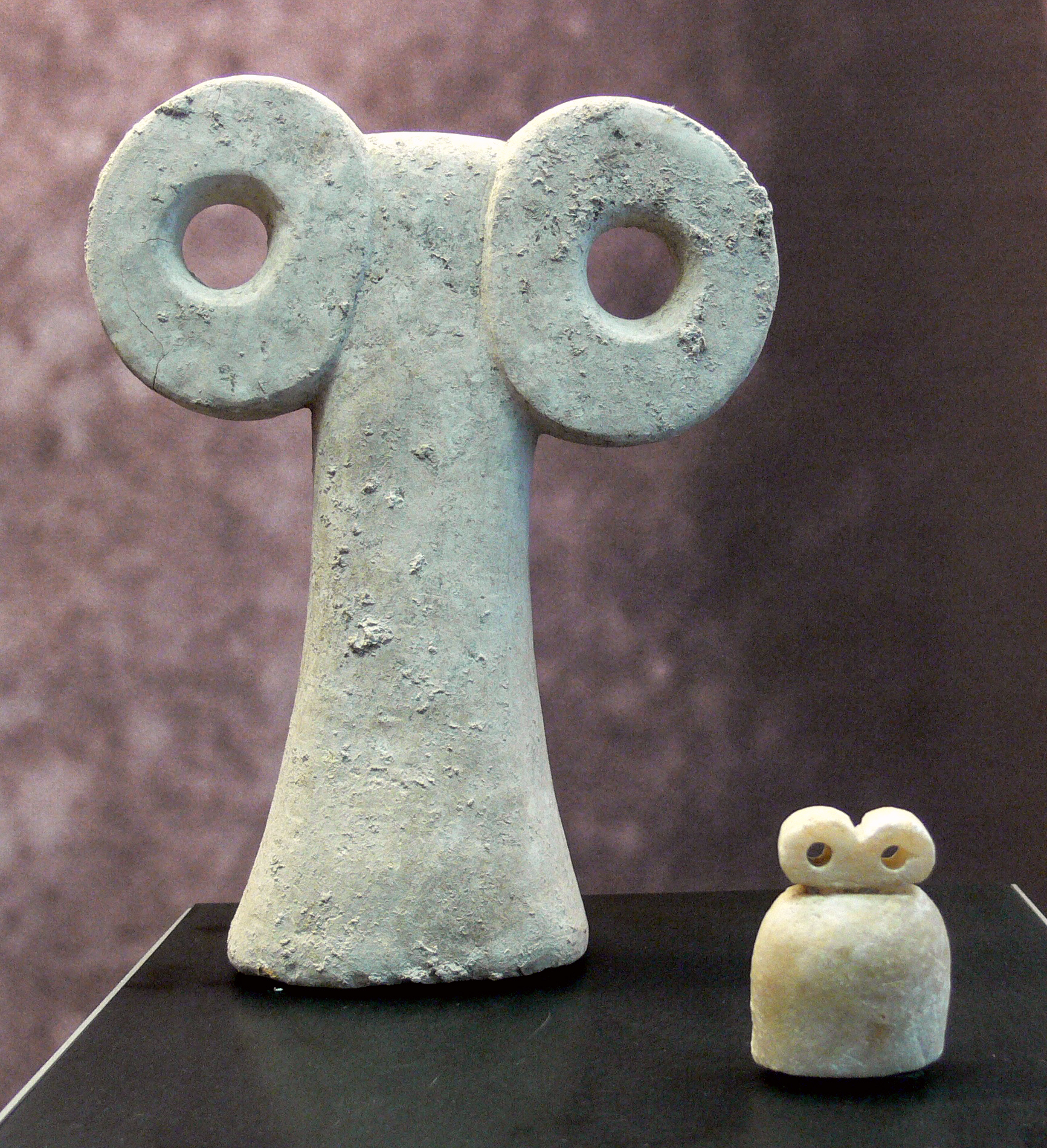
Idoles aux yeux exhumées à Tell Brak, Museum zu Allerheiligen de Schaffhouse.
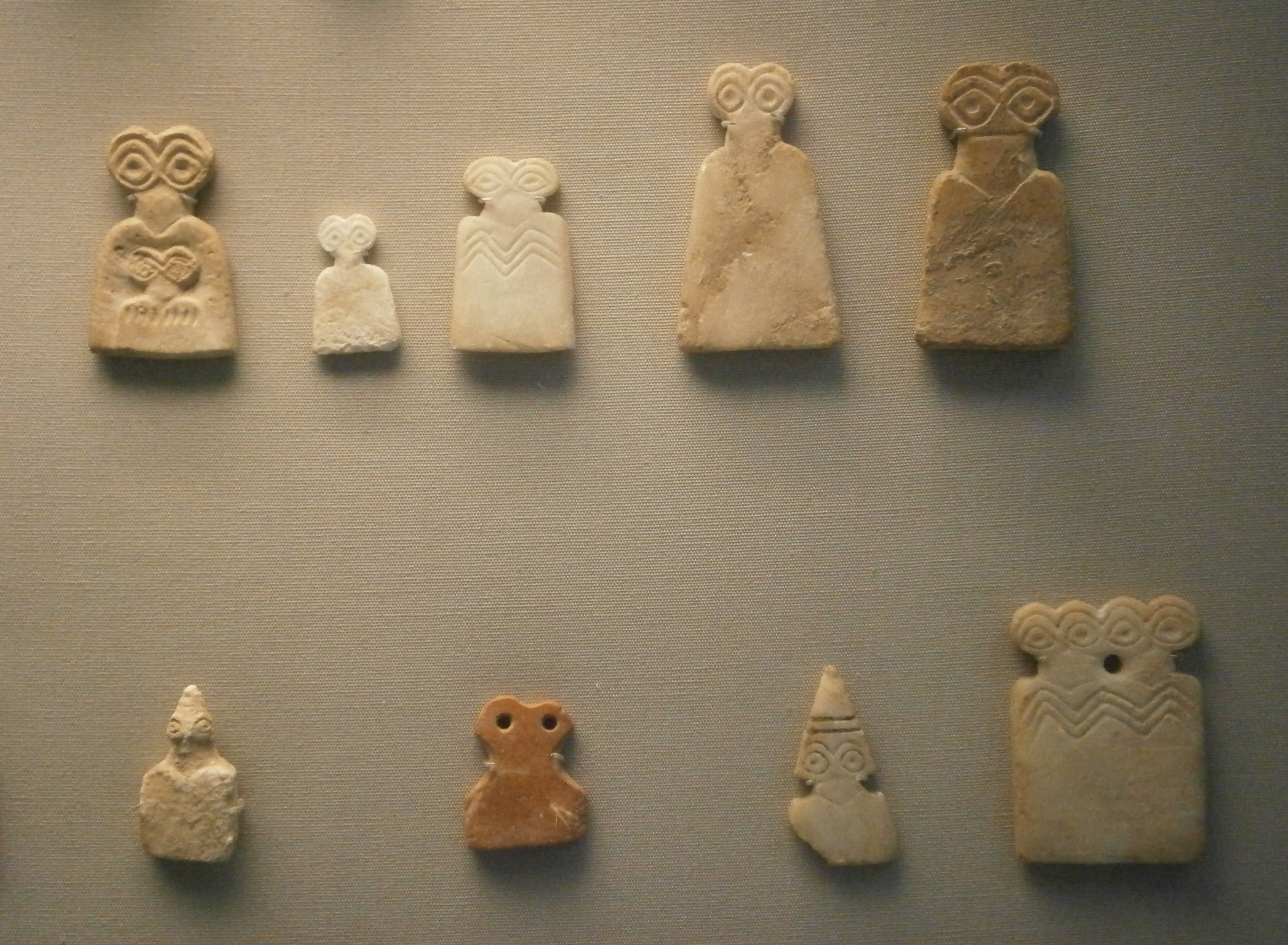
Idoles aux yeux exposées au British Museum.
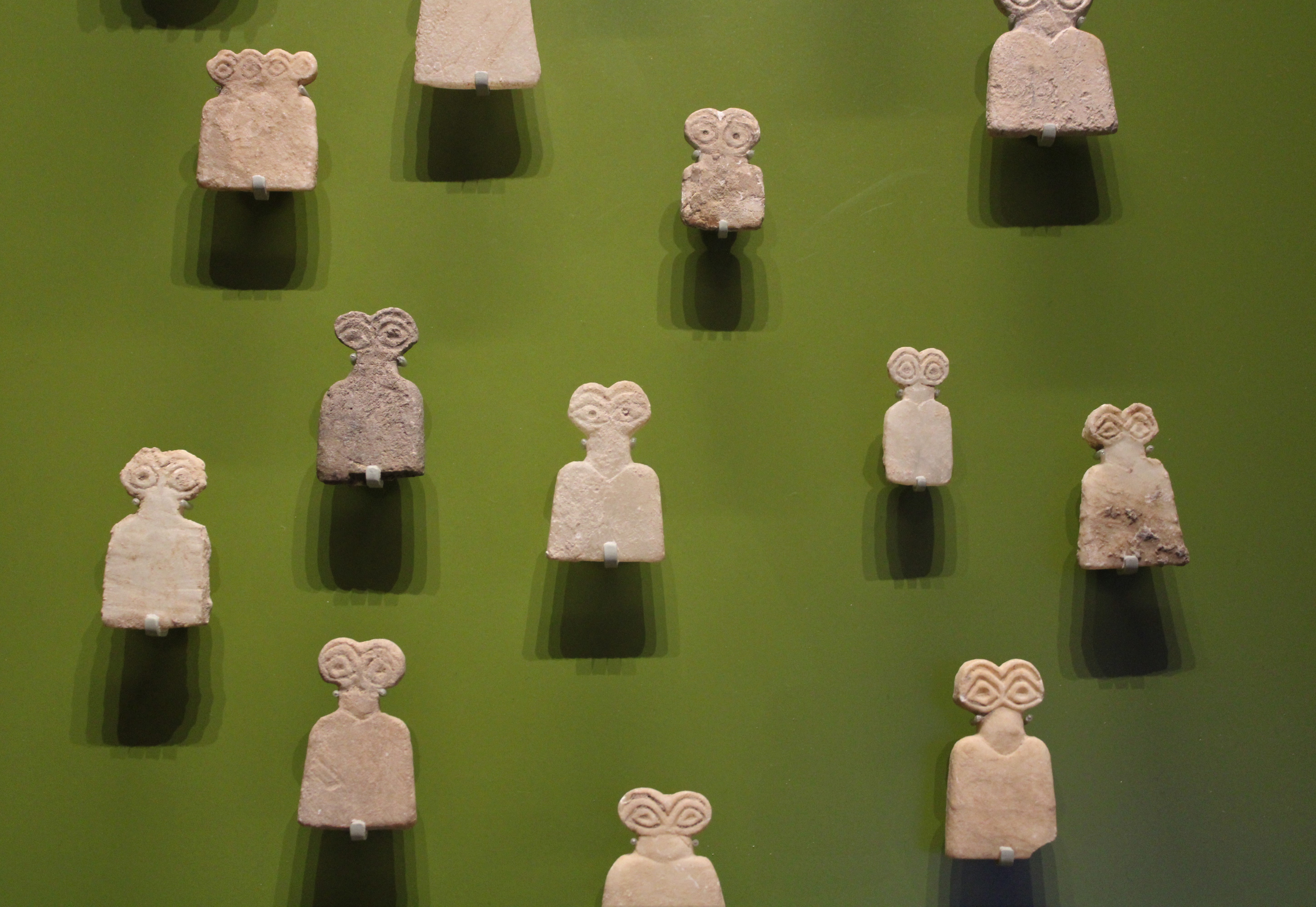
Idoles aux yeux exposées à l'Ashmolean Museum.

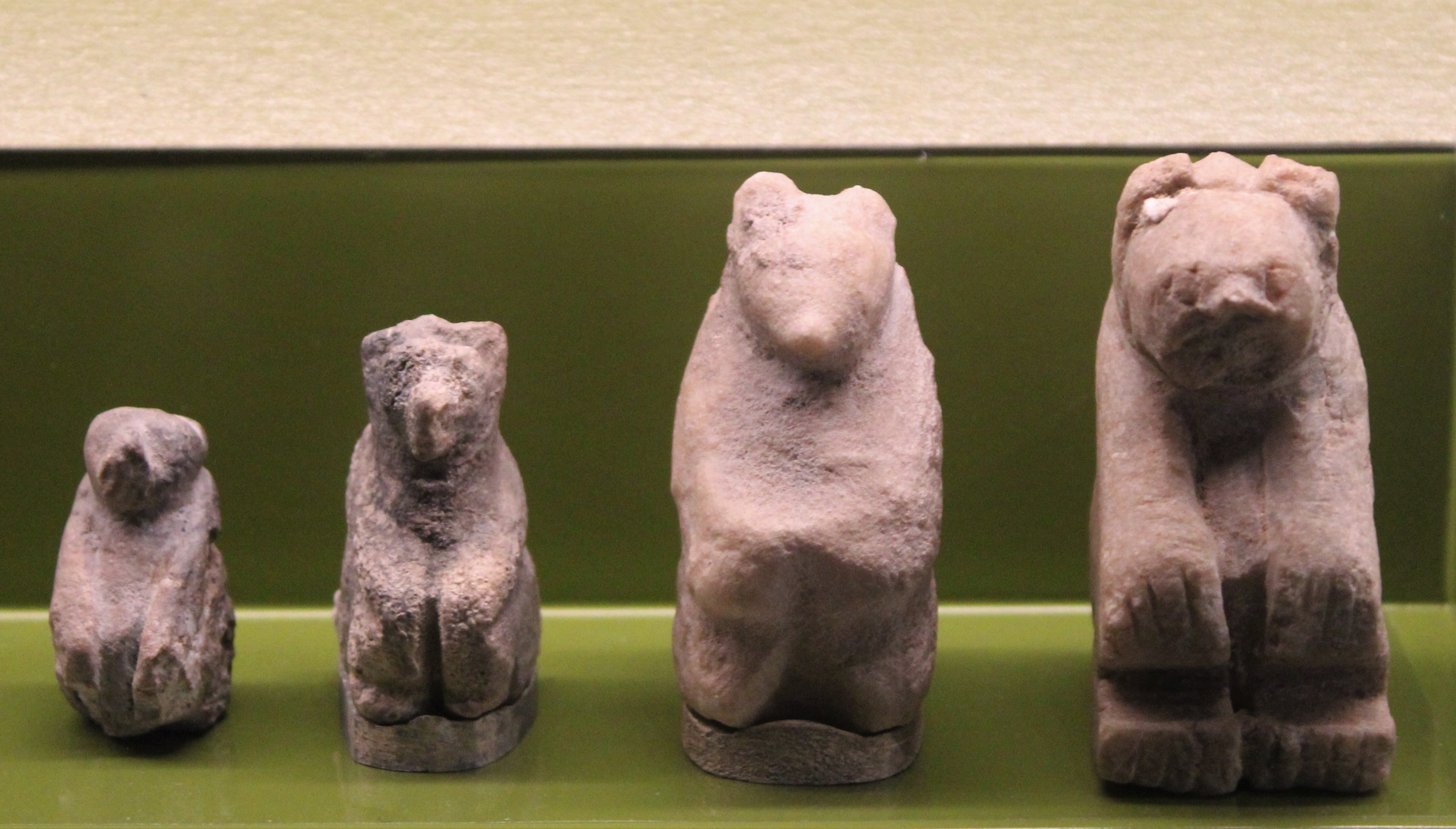
Figurines votives en pierre représentant des ours. Ashmolean Museum.

## Périodes de Ninive V et des dynasties archaïques

Nagar/Tell Brak et les principaux sites de la Syrie et de la Haute Mésopotamie au

Le début de la période des Dynasties archaïques correspond à la période dite de Ninive V, dont l'aire s’étend sur la Mésopotamie du nord, et caractérisée par une céramique monochrome à décor incisé. Sur le site de Tell Brak, on en trouve depuis la fin de Djemdet Nasr jusqu’à la période d’Akkad. Les dernières campagnes de fouille ont mis en avant l'importance de l'occupation au cours de cette période, et permis de mieux connaître celle-ci.
Le « Temple aux yeux » est encore en fonction au début du IIIe millénaire. Quelques dépôts d'objets, ainsi qu'une abondante glyptique, ont été exhumés dans les couches archéologiques de la période finale du dynastique archaïque. La ville de Nagar est attestée pour la première fois dans des documents écrits retrouvés à Ebla en Syrie, pour la première moitié du XXIVe siècle. Nagar est alors l’un des plus puissants royaumes de haute Mésopotamie avec Mari, et entretient des relations cordiales avec Ebla. Les souverains des deux royaumes s’échangent des lettres et des présents, et la princesse éblaïte Tagrish-Damu, fille d’Ish’ar-Damu, épouse le fils du roi de Nagar. On voit également un roi de Nagar aller rendre hommage au dieu Dagan dans son temple de Tuttul.
Si on ne dispose pas de textes provenant de Tell Brak pour cette période, on en a en revanche retrouvés dans un petit site voisin, Tell Beydar, qui correspond à l'ancienne ville de Nabada, capitale d'une province du royaume de Nagar.

## Période d'Akkad
Comme ceux d’Ebla et de Mari, le royaume de Nagar est envahi dans la seconde moitié du XXIVe siècle par Sargon d'Akkad, qui l’incorpore dans son Empire. Après la destruction de la ville, une brève réoccupation a lieu sous le règne de Naram-Sin. Un palais est construit sur l’emplacement du Temple aux yeux. Il s’agit d’un bâtiment de 105 × 92 mètres, ouvert par une porte monumentale, organisé autour d’une grande cour et de quatre petites cours intérieures. D’autres bâtiments et résidences ont été exhumés dans le même secteur. Au sud-ouest du tell, un complexe cultuel important a été mis au jour. Le bâtiment mesure 23 × 8 mètres, et dispose de deux tours. Il est organisé autour d’une ante-cella menant à la cella. On y a retrouvé des dépôts rituels. Un autre temple plus petit, avec également un dépôt votif, a été dégagé au nord-est.

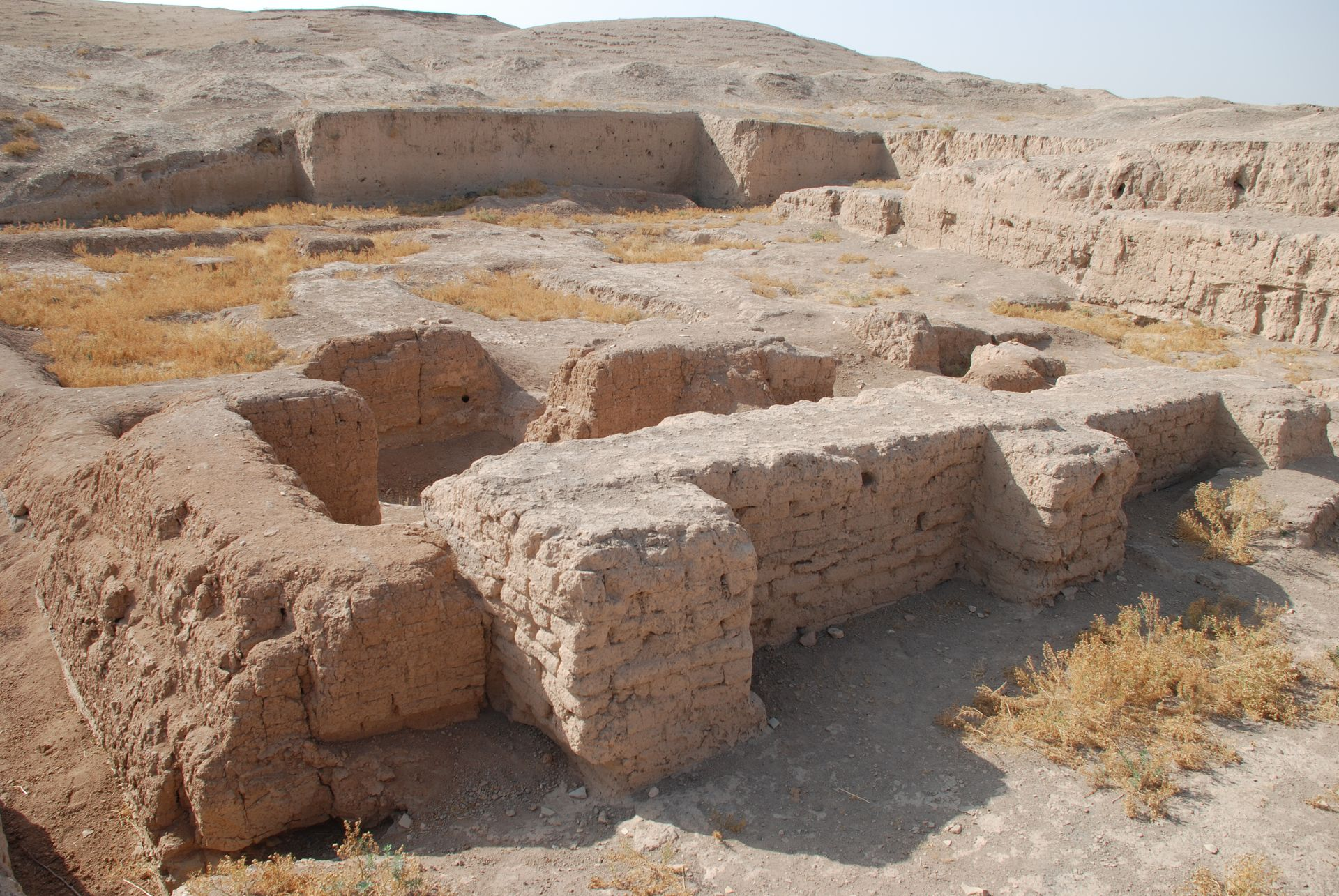
Ruines d'une construction du règne de Naram-Sîn à Tell Brak.
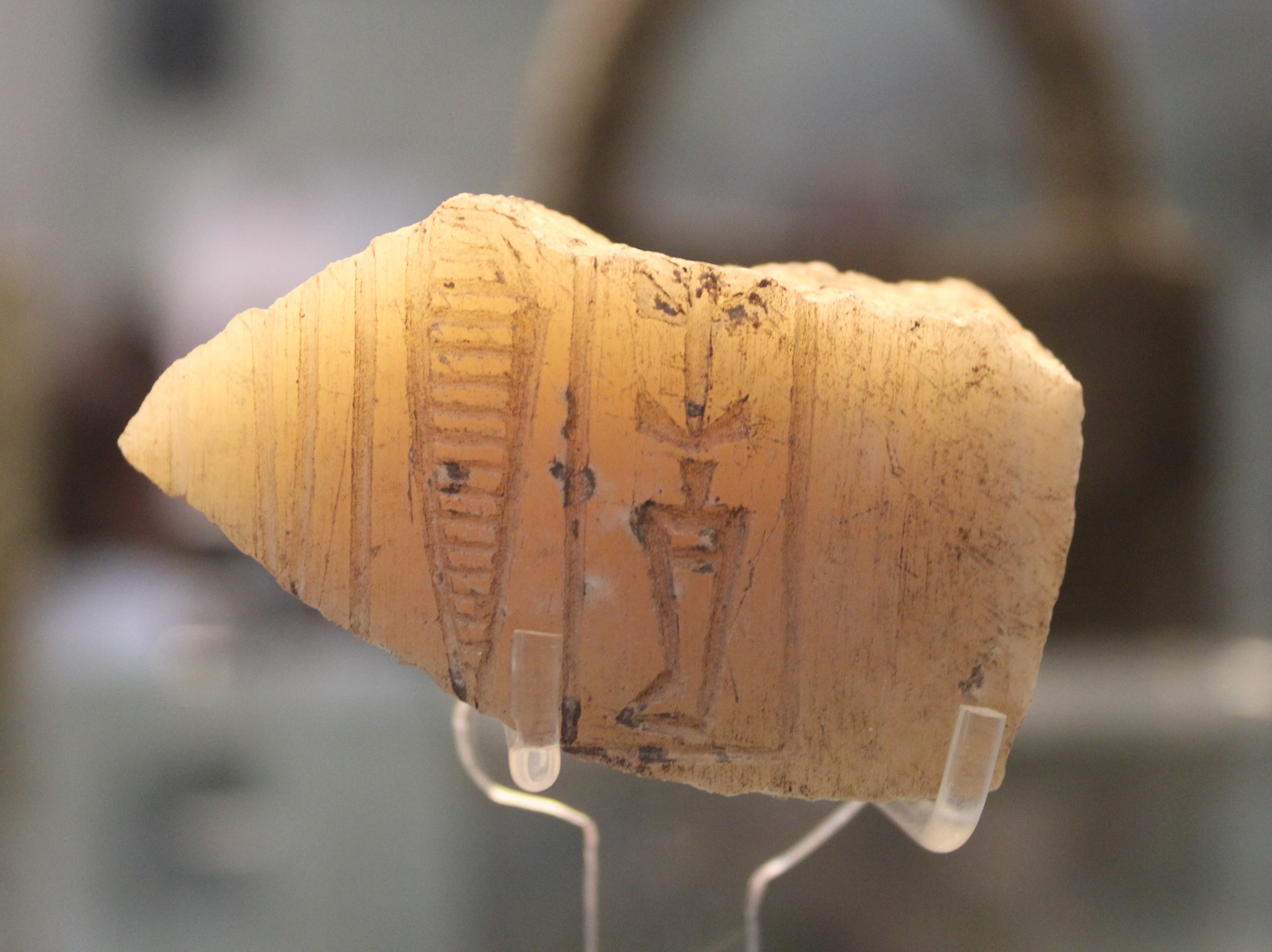
Fragment de vase en pierre inscrit au nom du roi Rimush d'Akkad. British Museum.
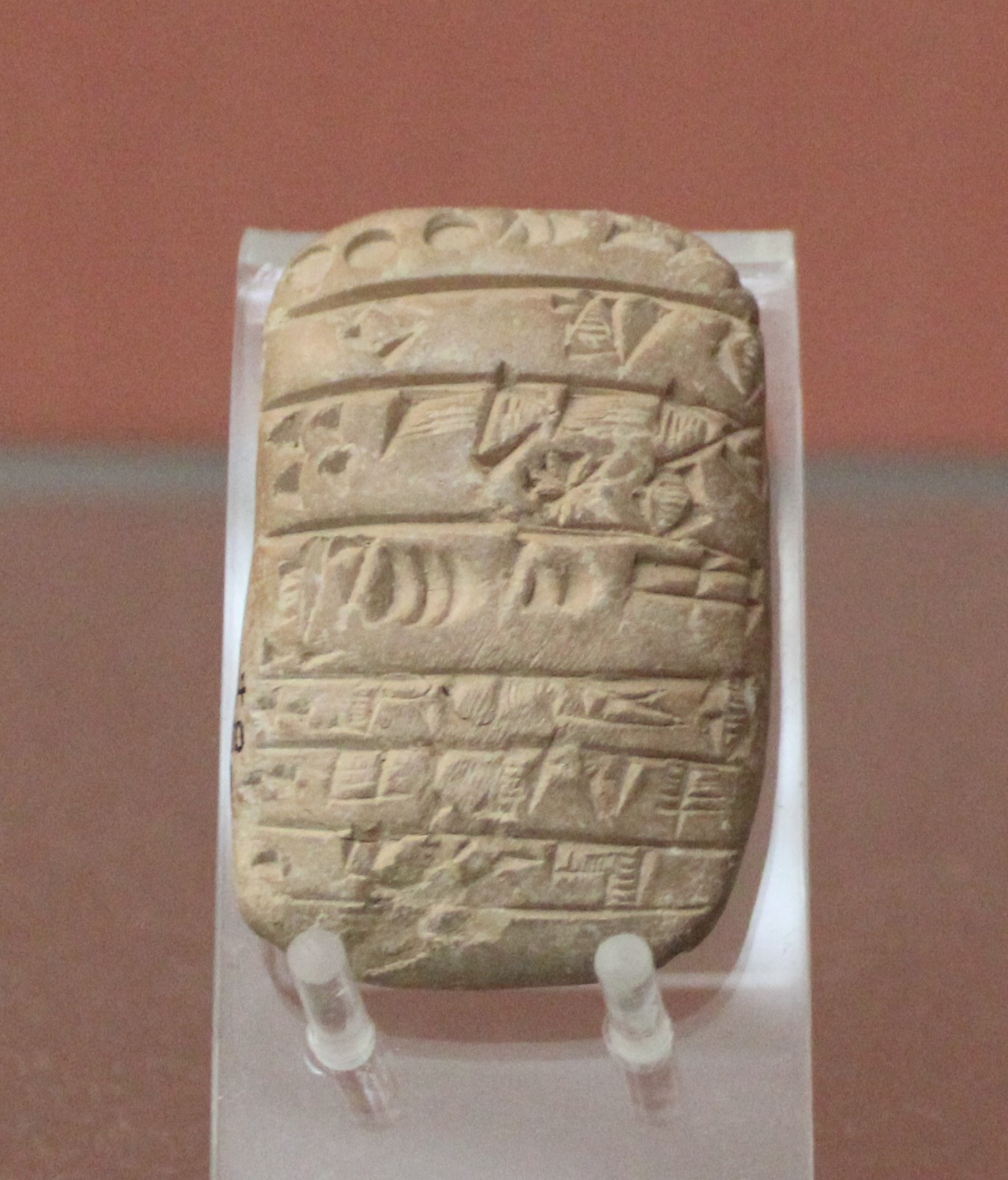
Tablette de l'administration akkadienne à Tell Brak : liste de dépendants. British Museum.
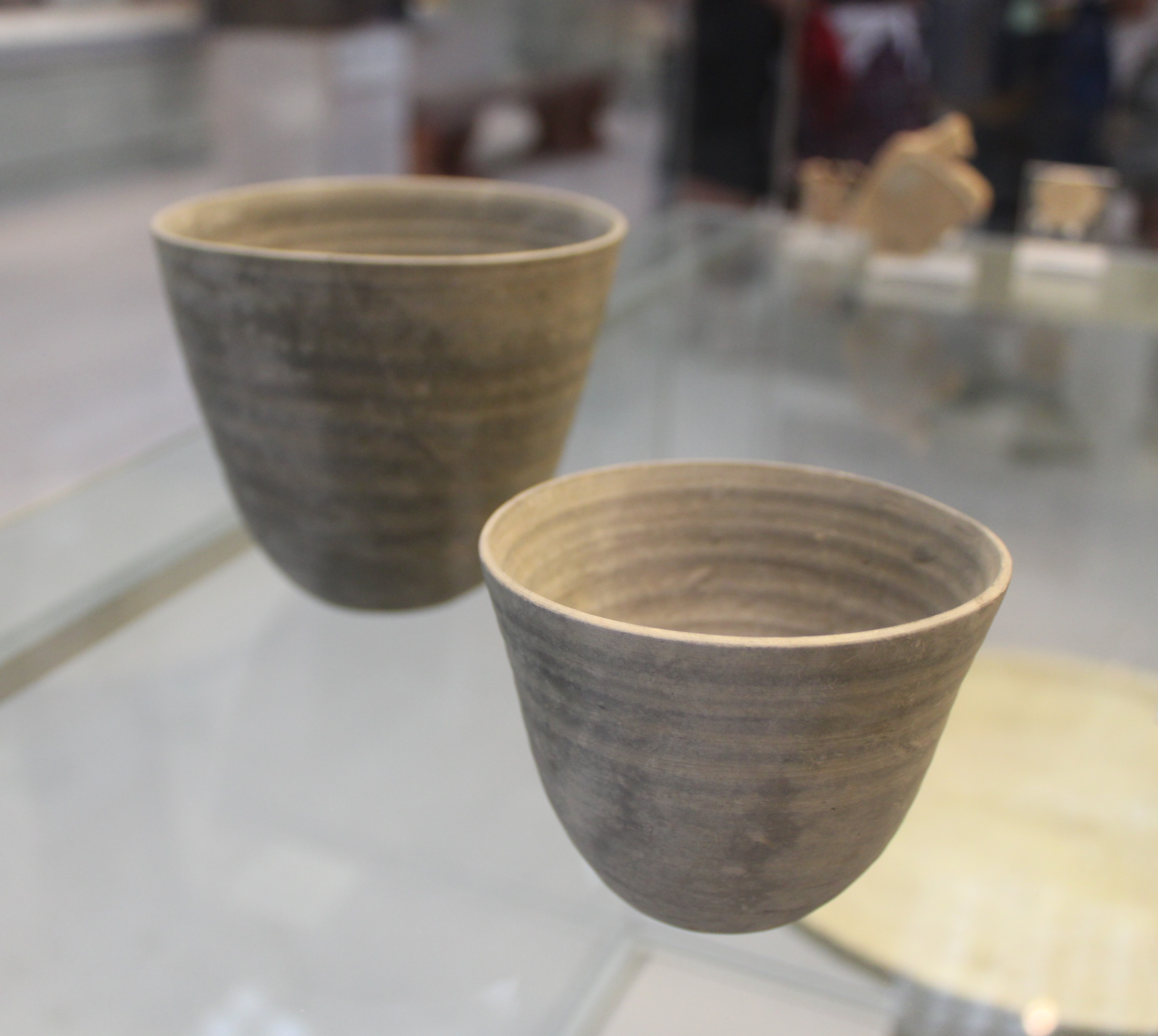
Coupes, céramiques fines utilisées par l'élite de l'empire d'Akkad. Tell Brak, British Museum.

## La fin duIIIemillénaire
Le site akkadien de Tell Brak est détruit après une occupation qui semble courte. Deux niveaux d’occupation sont attestés pour la fin du millénaire. La région connaît alors une forte expansion de l’élément hourrite, et Nagar tombe sous la domination de rois appartenant à ce peuple. On connaît le sceau d’un certain Talpush-atili, qui se dit roi de Nagar (non daté). Un royaume semble se constituer autour de Nagar (parfois appelée Nawar) et d’Urkish (Tell Mozan). On connaît par des sceaux retrouvés à Tell Mozan un roi Atal-shen, qui se dit endan (titre de souverain) d’Urkish et Nawar, sans doute vers la fin du XXIIe siècle. Un siècle plus tard environ, après une brève période de domination des rois de la Troisième dynastie d’Ur, qui mènent des campagnes dans la vallée du Khabur, on connaît le nom d’un autre souverain de la région, Tish-atal, endan d’Urkish.

## Période amorrite

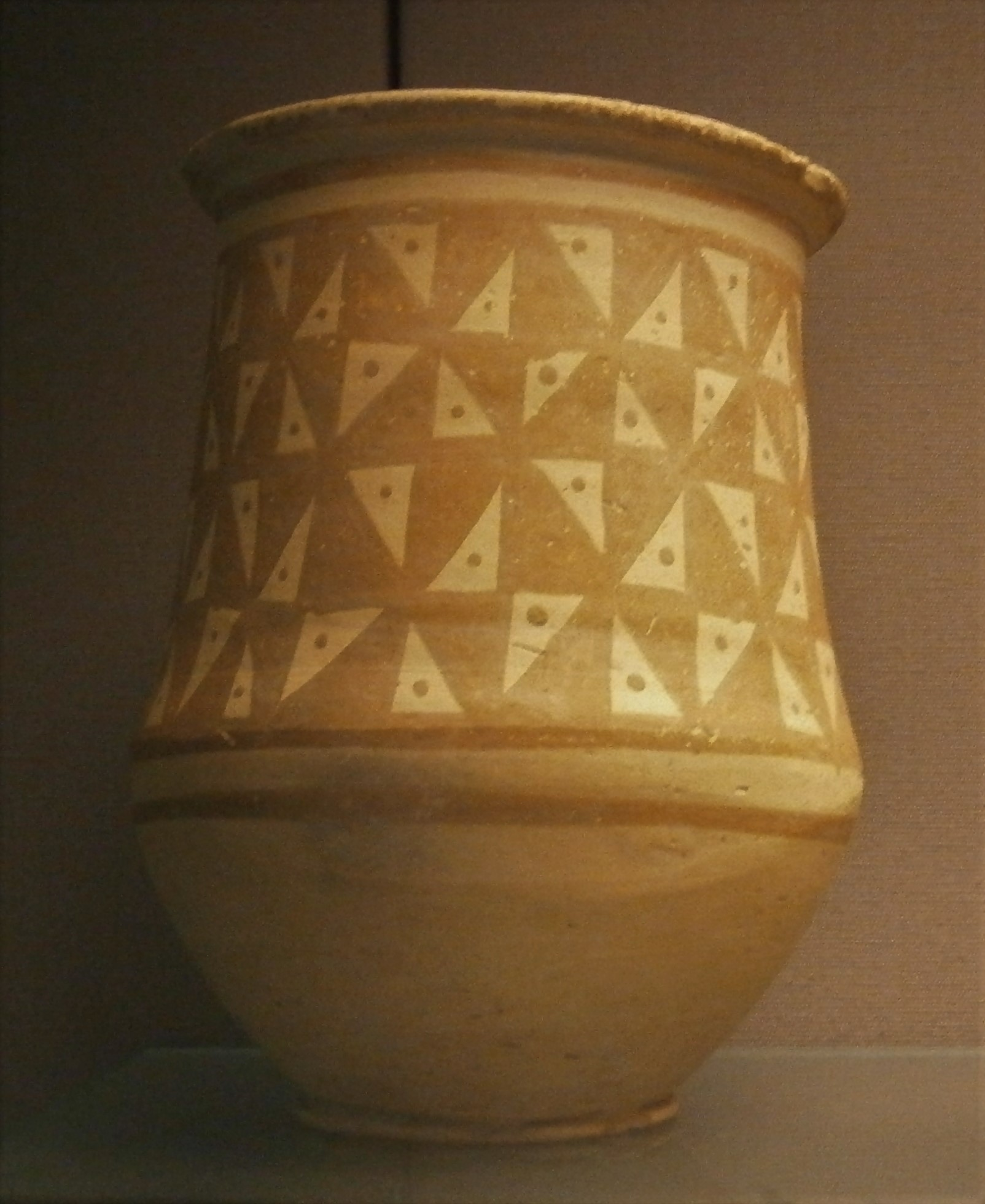
Jarre de la céramique du Khabur provenant de Tell Brak. British Museum.

La période amorrite (ou paléo-babylonienne, 2004-1595) correspond du point de vue archéologique à l’expansion de la « céramique du Khabur » (céramique peinte de bandes ou motifs rouges) dans la région de Tell Brak. La population est alors de plus en plus hourrite. C’est le nord du tell qui est occupé à cette période, après l’abandon de la partie sud à la fin du millénaire précédent. On a retrouvé un petit sanctuaire ainsi qu’un four à céramique qui dateraient du XVIIe siècle environ.
La ville de Nagar apparaît dans les archives de Mari, documentant la première moitié du XVIIIe siècle. Une bataille y oppose notamment Yakhdun-Lim de Mari à Samsi-Addu d’Ekallatum, qui se disputent la domination de la vallée du Khabur, le premier réussissant à repousser le second. Mais quelques années plus tard Samsi-Addu finit par triompher de son adversaire et à faire passer la région sous son contrôle, situation qui dure jusqu’à la prise du pouvoir par Zimri-Lim de Mari, qui domine à son tour les royaumes du Triangle du Khabur. Nagar n’apparaît pas comme une puissance politique à cette période. Elle fait partie du royaume de Kahat (sans doute Tell Barri), vassal de Mari. Mais c’est un centre religieux de premier plan. Sa divinité tutélaire, la « Dame de Nagar » (Bēlet Nagar), est très importante, et sa statue effectue de nombreux voyages dans la région du Khabur, signe de la dévotion qu’elle y suscite. Son importance est encore attestée dans les archives de Tell Leilan pour la seconde moitié du XVIIIe siècle. Ce même corpus documentaire indique que la région du Khabur est passée sous la suzeraineté des rois du Yamkhad (Alep) après la chute de Mari en 1762 sous l’offensive de Hammurabi de Babylone.

## Le royaume duMittani

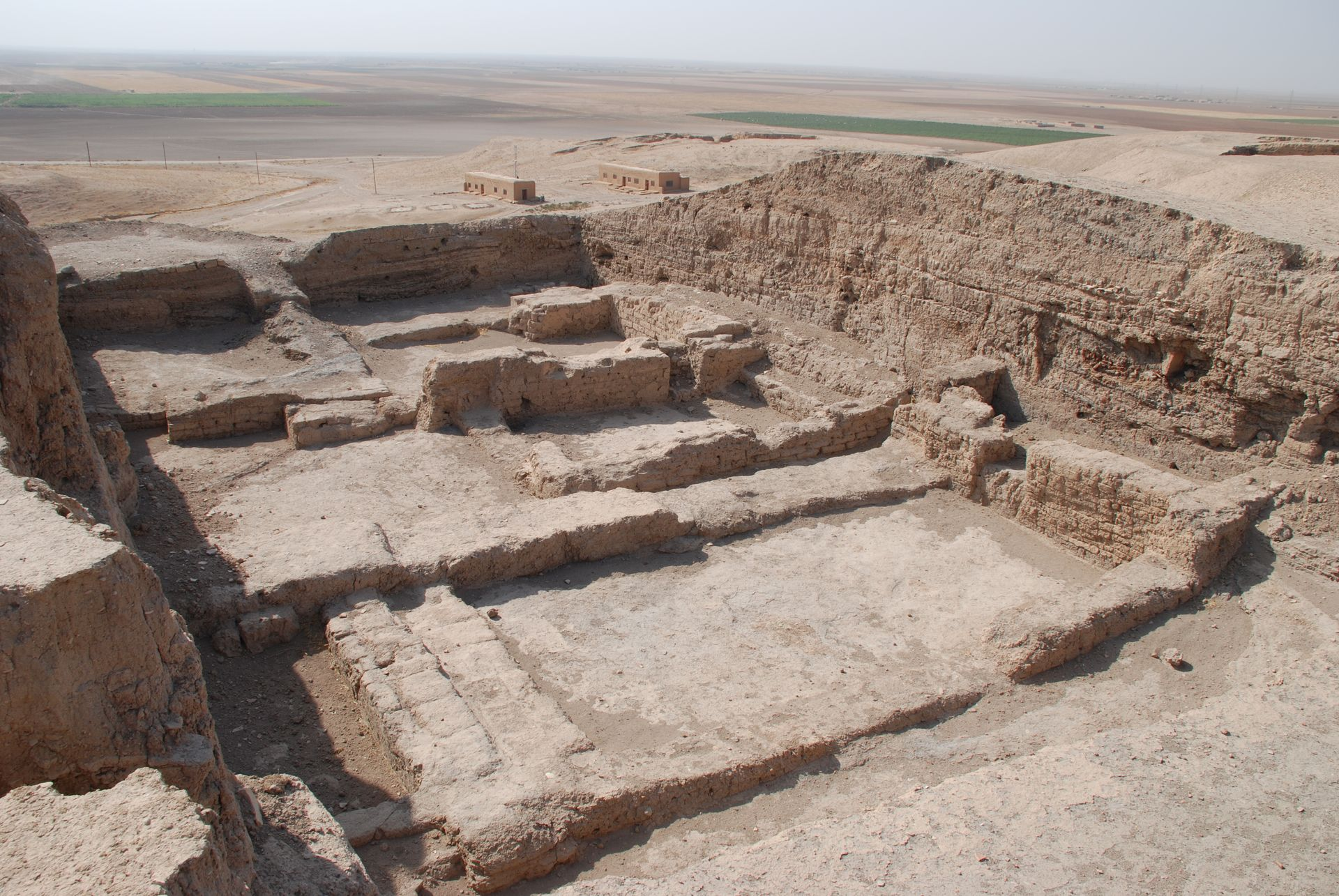
Ruines du palais d'époque du Mittani.

Vers la fin du XVIIe siècle ou au XVIe siècle se met en place un puissant royaume hourrite, le Mittani, dont le centre se trouve dans la région du Khabur. Tell Brak est l’un des sites les mieux connus pour cette région durant cette période, caractérisée par la « céramique de Nuzi » (peinte de motifs blancs sur fond sombre), issue de la « céramique du Khabur ».
Un édifice important date de la période du royaume du Mittani : un palais, d’un type original du point de vue architectural. Il dispose d’une cour centrale au sud, qui semble être une pièce de réception, puis au nord l’espace est organisé par une grande cour. On trouve des espaces de stockage, des cuisines (avec des fours), mais pas de zone résidentielle, qui devait se trouver à l’étage. À côté du palais, on avait construit un petit temple. Cette période a livré divers objets en faïence, en albâtre et en ivoire.
On a également retrouvé à Tell Brak deux tablettes juridiques rédigées en hourrite, datées des règnes de Artashumara et Tushratta.
La période de domination du Mittani prend fin avec la prise de la ville par les Assyriens au début du XIIIe siècle (sous les règnes d’Adad-nerari Ier ou Salmanazar Ier). Le palais semble connaître deux destructions successives. Un bâtiment est ensuite construit par les nouveaux occupants, pour une brève période, hors du haut du tell, sur lequel rien n’est bâti.

## Phases tardives
Les périodes suivantes ont livré peu de documentation. De la céramique néo-assyrienne a été retrouvée sur le nord-est du tell.
Le site est réoccupé au début du Ier millénaire de notre ère par les Romains, qui construisent un fortin.

### Introductions
- Joan Oates, « Tell Brak, l'empire akkadien », Dossiers d'Archéologie, no 155 « Mille et une capitales de Haute-Mésopotamie »,‎ décembre 1990, p. 24-29
- Joan Oates, « Tell Brak et l'empire du Mittani », Dossiers d'Archéologie, no 155 « Mille et une capitales de Haute-Mésopotamie »,‎ décembre 1990, p. 72-77
- (en) Glenn M. Schwartz, « Brak, Tell », dans Eric M. Meyers (dir.), Oxford Encyclopaedia of Archaeology in the Ancient Near East, vol. 1, Oxford et New York, Oxford University Press, 1997, p. 355-356
- (de) Jesper Eidem, « Nagar », dans Reallexicon der Assyriologie und Vorderasiatischen Archäologie, vol. IX, Berlin, De Gruyter, 2001, p. 75-77

### Études spécialisées
- (en) M. Mallowan, « Excavations at Brak and Chagar Bazar », dans Iraq 9, 1947, p. 1-259  ;
- (de) O. Loretz, Texte aus Chagar Bazar und Tell Brak, T. 1, Neukirchen-Vluyn, 1969 ;
- (en) G. Wilhelm, « A Hurrian Letter from Tell Brak », dans Iraq 53, 1991, p. 159-168 ;
- (en) D. Oates, J. Oates et H. Mc Donald, Excavations at Tell Brak, 
  - Vol. 1, The Mitanni and Old Babylonian periods, Londres et Cambridge, 1997 ;
  - Vol. 2, Nagar in the third millennium BC, Londres et Cambridge, 2001 :
- (en) R. Matthews (dir.), Excavations at Tell Brak. Vol. 4, Exploring an Upper Mesopotamian Regional Centre, 1994-1996, Londres et Cambridge, 2003.